# Nissan Primera
O Primera é um sedan médio-grande da Nissan desenvolvido especialmente para o mercado europeu. A versão GT era o topo de gama e é equipada com o consagrado motor SR20DE. Uma versão de quatro cilindros do conjunto motriz que equipa o reconhecido coupé Skyline da marca. O modelo inicial (P10) tinha blocos 1.6 e 2.0 litros a gasolina e 2.0 a diesel.
Primera P10 foi lançado em 1990 com as seguintes motorizações e equipamento:
| Modelo   | Valvulas | Potencia |
| -------- | -------- | -------- |
| 1.6 LX   | 16       | 95cv     |
| 1.6 SLX  | 16       | 95cv     |
| 2.0 LX   | 16       | 115cv    |
| 2.0 SLX  | 16       | 115cv    |
| 2.0 SE   | 16       | 115cv    |
| 2.0 GT   | 16       | 150cv    |
| 2.0d LX  | 8        | 75cv     |
| 2.0d SLX | 8        | 75cv     |

Em 1995 houve um facelift e as motorizações a gasolina passaram a ser de injeção: 1.6 16V 102cv, 2.0 16V 125cv e 2.0 16V 150cv. O diesel manteve-se o motor 2.0 de 75cv.
| Modelo   | Valvulas | Potencia |
| -------- | -------- | -------- |
| 1.6e GX  | 16       | 102cv    |
| 1.6e SLX | 16       | 102cv    |
| 1.6e SRI | 16       | 102cv    |
| 2.0e SLX | 16       | 125cv    |
| 2.0e SE  | 16       | 125cv    |
| 2.0e GT  | 16       | 150cv    |
| 2.0d GX  | 8        | 75cv     |
| 2.0d SLX | 8        | 75cv     |

Primera P11 foi lançado em 1997 com as seguintes motorizações:
1.6 16V 102cv, 2.0 16V 125cv e 2.0 16V 150cv. Tambem havia o bloco de 2.0 litros a diesel.
Os niveis de equipamento havia SLX, SRI, SE e GT.
Primera P12 saiu em 2001 tendo sido este o ultimo modelo do Primera. Este tinha motorizações a gasolina 1.6 de 109cv, 1.8 de 118cv e 2.0 litros de 147cv. Havia ainda uma motorização 2.0 litros a diesel que debitava 90cv.
Algumas versões desse modelo foram equipadas com transmissão continuamente variável (Câmbio CVT).

## Primera-X Concept (1989)
- Nissan Primera-X Concept 1989
- Nissan Primera-X Concept 1989
- Nissan Primera-X Concept 1989
- Nissan Primera-X Concept 1989
- Nissan Primera-X Concept 1989
- Nissan Primera-X Concept 1989
- Nissan Primera-X Concept 1989
- Nissan Primera-X Concept 1989
- Nissan Primera-X Concept 1989
- Nissan Primera-X Concept 1989

## P10 (1990–1996)
- Primeira geração (1990-1996)
- Primera Hatchback 1.6 SLX (Portugal)

## P11 (1995–2002)
- Segunda geração (1995-2002)

## P12 (2001–2007)
- terceira geração (2001-2007)